# Daniel Tang
Chi Hang Daniel „Danny“ Tang (* 11. Oktober 1992 in Hongkong) ist ein professioneller chinesischer Pokerspieler aus Hongkong.
Tang hat sich mit Poker bei Live-Turnieren mehr als 23,5 Millionen US-Dollar erspielt und ist damit der zweiterfolgreichste Pokerspieler aus Hongkong. Er gewann 2017 das High Roller der European Poker Tour, 2019 ein Bracelet bei der World Series of Poker und 2023 fünf Turniere der Triton Poker Series.

## Persönliches
Tang emigrierte in seiner Jugend in das Vereinigte Königreich, lebt mittlerweile aber wieder in Hongkong.

## Pokerkarriere

### Werdegang
Seine erste Geldplatzierung bei einem Live-Turnier erzielte Tang im September 2013 in Manchester. Der Chinese belegte Anfang Juni 2015 den zweiten Platz bei einem Deepstack-Event in Nottingham und erhielt ein Preisgeld von umgerechnet knapp 50.000 US-Dollar. Im Mai 2016 wurde er an gleicher Stelle beim Main Event der partypoker WPT National ebenfalls Zweiter und sicherte sich mehr als 130.000 US-Dollar. Einen Monat später war Tang erstmals bei der World Series of Poker (WSOP) im Rio All-Suite Hotel and Casino am Las Vegas Strip erfolgreich und kam bei fünf Turnieren der Variante No Limit Hold’em in die Geldränge. Ende Oktober 2017 belegte er bei einem High-Roller-Event der Asia Championship of Poker in Macau den mit umgerechnet rund 130.000 US-Dollar dotierten dritten Platz. Mitte Dezember 2017 gewann der Chinese das High Roller der PokerStars Championship in Prag und sicherte sich aufgrund eines Deals mit dem Zweitplatzierten Sergio Aido ein Preisgeld von 381.000 Euro. Bei der WSOP 2018 erreichte Tang viermal die Geldränge, dabei erhielt er sein mit Abstand höchstes Preisgeld von rund 230.000 US-Dollar für den 31. Platz im Main Event. Mitte Dezember 2018 belegte er beim High Roller der European Poker Tour (EPT) in Prag den vierten Platz für knapp 200.000 Euro. Im Mai 2019 wurde der Chinese beim Main Event der Triton Poker Series im montenegrinischen Budva nach verlorenem Heads-Up gegen Bryn Kenney Zweiter und erhielt sein bisher höchstes Preisgeld von umgerechnet rund 1,8 Millionen US-Dollar. Bei der WSOP 2019 gewann Tang das 50.000 US-Dollar teure Final Fifty und sicherte sich ein Bracelet sowie eine Siegprämie von mehr als 1,6 Millionen US-Dollar. Ende August 2019 wurde er beim EPT Super High Roller in Barcelona Dritter und erhielt knapp 850.000 Euro. Im nordzyprischen Kyrenia erzielte der Chinese Ende August 2021 drei Geldplatzierungen bei der Super High Roller Series Europe. Auch bei der im April 2022 gespielten Super High Roller Series Europe kam er dreimal auf die bezahlten Plätze, wobei er sein höchstes Preisgeld von 640.000 US-Dollar für seinen Sieg im fünften Turnier erhielt und damit die Marke von 10 Millionen US-Dollar an kumulierten Turnierpreisgeldern durchbrach. Im Mai 2022 erzielte Tang bei der Triton Series in Madrid vier Geldplatzierungen und sicherte sich über 1,5 Millionen Euro. Seinen ersten Sieg bei der Turnierserie verbuchte er im März 2023 in Hội An bei einem Event mit Short Deck, das mit 427.000 US-Dollar dotiert war. In Kyrenia gewann der Chinese im Mai 2023 bei der Triton Series ein Turboturnier in No Limit Hold’em sowie das Main Event in Short Deck und wurde mit rund 1,3 Millionen US-Dollar prämiert. Anfang August 2023 belegte er bei der Triton Series in London einen fünften Platz und erhielt über 1,2 Millionen US-Dollar. Wenige Tage später gewann Tang an gleicher Stelle ein mit 1,6 Millionen US-Dollar dotiertes Event der Turnierserie. Auch beim nächsten Stopp in Monte-Carlo erreichte er fünf Finaltische, sicherte sich seinen fünften Titel innerhalb eines Jahres und wurde mit Preisgeldern von über 4,5 Millionen US-Dollar ausbezahlt.

### Preisgeldübersicht
Mit erspielten Preisgeldern von über 23,5 Millionen US-Dollar ist Tang der erfolgreichste Pokerspieler aus Hongkong.
| Jahr   | Preisgeld (in $) | Turniersiege |
| ------ | ---------------- | ------------ |
| 2013   | 491              | 0            |
| 2014   | 13.781           | 0            |
| 2015   | 89.165           | 0            |
| 2016   | 350.362          | 4            |
| 2017   | 838.903          | 1            |
| 2018   | 945.201          | 1            |
| 2019   | 6.171.760        | 5            |
| 2020   | 122.000          | 0            |
| 2021   | 613.500          | 0            |
| 2022   | 4.170.418        | 1            |
| 2023   | 10.509.959       | 6            |
| gesamt | 23.825.540       | 18           |